# Iscrizione di El-Kerak
L'iscrizione di El-Kerak è un frammento di iscrizione redatto in moabita, che fu scoperto nel 1958 in Giordania, nei pressi dello uadi Al-Karak.

## Descrizione
L'iscrizione è stata iscritta su basalto e il frammento rinvenuto misura 12,5 cm in altezza per 14 cm in larghezza.
L'iscrizione è stata datata alla fine del IX secolo a.C. e contiene 3 righe incomplete.
La forma delle lettere è molto simile a quelle presenti nella stele di Mesha, ma presentano una caratteristica particolare.
La lettera He ha quattro tratti orizzontali che si muovono verso sinistra a partire dal tratto verticale, mentre una tipica He delle iscrizioni semitiche nordoccidentali dal X al V secolo a.C. contiene solamente tre tratti che si muovono verso sinistra.
Questa lettera compare nell'iscrizione almeno 3 volte ed ogni volta compare con quattro tratti orizzontali.

## Traslitterazione e traduzione
Di seguito si riporta la traslitterazione in caratteri ebraici e la traduzione dell'iscrizione.
Le parole fra parentesi non si sono conservate nell'iscrizione, ma sono state ricostruite, in parte mediante confronto con la stele di Mesha.
| Linea | Traslitterazione (in caratteri ebraici) | Traduzione                                                         |
| ----- | --------------------------------------- | ------------------------------------------------------------------ |
| 1     | [אנכי משע בן כ]משית מלך מאב הד[יבני]    | [Io sono Mesha, figlio di K]emosh-yat, re di Moab il Dib[onite]... |
| 2     | [בבת]י כמש למבער כי אה[בתי]             | [... nel te]mpio di Kemosh come sacrificio, perché io a[mo...]     |
| 3     | [...]נה והן עשתי את[...]                | ... e visto, ho fatto ...                                          |